# 기상천외 (1973년 영화)
"기상천외"는 한국에서 제작된 당모화 감독의 1973년 영화이다. 당위 등이 주연으로 출연하였고 한갑진 등이 제작에 참여하였다.

## 출연

### 주연
- 당위
- 최성